# 私たち結婚しました
『私たち結婚しました』（わたしたちけっこんしました、朝: 우리 결혼했어요）は、韓国のMBCによる仮想バラエティー番組。芸能人同士が“仮想結婚”をし、一緒に生活する。日本では、KNTVにて、再放送を合わせて週に3回放送されているほか、MBCオンデマンドでも配信されている。

## 出演者

### カップル

#### 旧正月特集
- アレックス（Clazziquai） & チャン・ユンジョン

- クラウンJ & ソ・イニョン（ジュエリー）
- ホン・ギョンミ & ソルビ
- チョン・ヒョンドン & 張佐緒里

#### シーズン1
- ホン・ギョンミ & ソルビ
- チェ・ジニョン & イ・ヒョンジ
- アレックス（Clazziquai） & シネ
- エンディ (神話)& ソルビ
- Crown J & ソ・イニョン（元ジュエリー）

通称「ケミカップル（アリカップル）」
- イ・フィジェ & チョ・ヨジョン
- キム・ヒョンジュン（SS501） & ファンボ

通称「サンチュ夫婦」
ヒョンジュンは「新郎」、ファンボは「ファン婦人」と呼ばれている。
- ファニ（フライ・トゥ・ザ・スカイ） & パク・ファヨビ
- マルコ & ソン・ダムビ
- カンイン（SUPER JUNIOR） & イ・ユンジ
- チョン・ヒョンドン & テヨン（少女時代）
- シン・ソンロク & キム・シニョン
- チョンジン (神話) & イ・シヨン

#### シーズン2
- キム・ヨンジュン （SG Wannabe） & ファン・ジョンウム
- パク・ジェジョン & ユイ（AFTERSCHOOL）
- イ・ソクフン（SG Wannabe） & キム・ナヨン
- チョ・グォン（2AM） & ガイン（Brown Eyed Girls）[4]

通称「こぢんまり夫婦」
アダムカップル。
TSUTAYAでレンタル開始。
- イ・ソノ & ファン・ウスレ
- チョン・ヨンファ（CNBLUE） & ソヒョン（少女時代）

通称「ヨンソカップル」
ヨンファは「ヨーン」、ソヒョンは「ヒョーン」と呼ばれている。
2010年9月11日放送分では、上野樹里が『のだめカンタービレ最終楽章前編』の韓国上映のPR活動のために来韓しており、2人が上野樹里のファンということでドッキリ出演した。2人が入った回転寿司屋に上野が従業員に扮して近づいたが、店長が上野を呼ぶまでまったく疑わなかった。
CNBLUEの曲の「愛光」のラップ部分はヨンファ作曲のものでソヒョンへあてた歌詞と本人も言っている。
ヨンファの作曲でヨンファ・ソヒョン作詞の「パンマル(ため口)ソング」がある。新潟で開催されたK-POP All star Live in Niigataでは仮想夫婦期間終了にもかかわらずふたりでデュエットを公開した。
当時の歴代のカップルの中で一番若い最年少カップルだった。

#### シーズン3[5]
- ニックン（2PM） & ビクトリア（f(x)）[6]

通称「クントリア（ニックン+ビクトリア）」
外国人カップル。
- キム・ウォンジュン & パク・ソヒョン
- イ・ジャンウ & ハム・ウンジョン（T-ARA）[7]

家はキャンピングカー。ジャンウの愛称は「将軍様」。ハネムーンはマレーシア（最初はモルディブの予定だったが、席がとれず急きょ変更）。
- デイビッド・オ & 故 クォン・リセ（元Ladies' Code）
- イトゥク(SUPER JUNIOR) & カン・ソラ[8]

通称「えくぼカップル」

#### シーズン4[9]
- ジュリアン・カン & ユン・セア[10]
- ファン・グァンヒ(ZE:A) & ハン・ソナ(元Secret)[11]
- イ・ジュン(元MBLAQ) & オ・ヨンソ （2012年9月15日 - 2013年2月2日）[12]

通称 「執着カップル」
- ジヌン(2AM) & コ・ジュニ[13]

通称 「キロクチカップル」
- チョ・ジョンチ & ジョンイン[14]

プライベートでも実際のカップルであり、最終話は番組初の仮想ではなくリアルな結婚のプロポーズをした。
- テミン(SHINee) & ソン・ナウン(Apink)（2013年4月27日 - 2014年1月4日）[15][16]

通称 「初恋カップル」
- チョン・ジュンヨン & チョン・ユミ[17]
- ユンハン & イ・ソヨン[18][19]
- ウヨン(2PM) & パク・セヨン（2014年1月11日 - 2014年9月13日）[20]
- ナムグン・ミン & ホン・ジニョン（2014年3月22日 - 2015年3月7日）[21][22]
- ホン・ジョンヒョン & ユラ(Girl's Day)（2014年6月7日 - 2015年3月7日）[23]
- ソン・ジェリム & キム・ソウン[24]
- イ・ジョンヒョン(CNBLUE) & コン・スンヨン（2015年3月14日 - 2015年8月29日）[25]
- ヘンリー (SUPER JUNIOR-M) & キム・イェウォン (元ジュエリー) （2015年3月14日 - 2015年6月13日）[26]
- オ・ミンソク & カン・イェウォン（2015年6月20日 - 2016年2月18日）[27][28]
- ユク・ソンジェ（BTOB）& ジョイ（Red Velvet）（2015年6月20日 - 2016年5月7日）[29][30][31]

通称「ピューカップル」
歴代で2番目に若いカップル。アイドル同士のカップル。
BTOBのヒョンシクと共作の「幼い愛」をリリースした。
- クァク・シヤン & キム・ソヨン[32]
- チョ・セホ & チャオル (元FIESTAR)[33]
- エリック・ナム & ソラ (MAMAMOO)[34]
- ジョタ (MADTOWN) & キム・ジンギョン[35]
- チェ・テジュン & ユン・ボミ (Apink)[36]
- コンミョン (5urprise) & チョン・ヘソン[37]
- Sleepy (Untouchable) & イ・グクジュ[38]
- チェ・ミニョン & チャン・ドヨン

#### 世界版 シーズン1
- イ・ホンギ (FTISLAND) & 藤井美菜
- テギョン (2PM) & ウー・インジエ(吳映潔)(愛称鬼鬼・グイグイ)

#### 世界版 シーズン2
- ヒチョル (SUPER JUNIOR) & グオ・シュエフー(郭雪芙)(곽설부)(KWAK SUL BOO)(Dream Girls)(Puff Kuo)
- キー (SHINee) & 八木アリサ[39]

#### 現MC
- パク・ミソン
- ホ・ギョンファン
- エリック・ナム
- チョア（AOA）[40]

#### 旧MC
- イ・フィジェ
- ウニョク（SUPER JUNIOR）
- キム・ウォニ
- チョン・ヒョンドン
- カン・スジョン
- パク・ミョンス
- チョ・ヒョンギ
- スロン（2AM）
- ジヌン（2AM)
- キム・ナヨン
- キム・ジョンミン
- パク・フィスン
- K.Will
- ヒョミン　(T-ARA)
- コ・ヨンウク
- ホン・ジニョン
- ソ・ウングァン（BTOB）[41]